# La Esmeralda (Panamá)
La Esmeralda es un corregimiento del distrito de Balboa en la provincia de Panamá, República de Panamá. La localidad tiene 524 habitantes (2010).